# Pietro Aglieri
Pietro Aglieri (* 6. Juni 1959 in Palermo) ist ein sizilianischer Mafioso aus dem Stadtteil Guadagna in Palermo. Aglieri, welcher einen modernen Typus der Mafia verkörpert, trägt den Spitznamen „'u Signurinu - der kleine Gentleman“, da er eine gute Ausbildung genossen hat und für seine Manieren bekannt ist. Aglieri studierte Griechisch, Latein, Philosophie, Geschichte und Literatur auf einem hohen Niveau, welches ihm den Zugang zur Universität garantiert hätte. Stattdessen entschied er sich für eine Karriere in der Cosa Nostra. Die britische Zeitschrift The Guardian bezeichnete ihn als aufstrebenden Mann des Jahres 1995 in Italien.

## Persönlichkeit
Nach seiner Verhaftung wurde in Aglieris Versteck eine kleine Kapelle entdeckt, was von seiner großen Verbindung zur katholischen Kirche zeugte. Ein Priester, Mario Frittitta, gab 1997 zu, Aglieri getroffen zu haben und Weihnachten 1996 und Ostern 1997 dort Messen für ihn und seine Männer zelebriert zu haben. Pater Frittitta sagte vor einem Gericht aus, er habe versucht, Aglieri zu überreden, sich zu stellen, hingegen nicht gegen andere auszusagen. Nach seiner Verhaftung kündigte Aglieri an, er wolle Theologie studieren, was  ein führender sizilianischer Bischof jedoch verweigerte. Trotzdem begann Aglieri im Gefängnis von Rebibbia an der Universität La Sapienza in Rom Kirchengeschichte zu studieren und schloss dieses Studium erfolgreich ab. Innerhalb der sizilianischen Mafia war er für seine Neigung zu den griechischen und lateinischen Klassikern bekannt.
In einem Interview mit La Repubblica im März 2004 sagte er, er bevorzuge gegenüber einem Mitarbeiter der Justiz die strenge Inhaftierung von 41-bis. Richter Alfonso Sabella erinnerte sich, dass der Capomafia Aglieri ihm bei der Verhaftung und der Aussicht, mit den Behörden zusammenzuarbeiten, einen Vortrag über die Macht der Mafia gehalten habe: „Schauen Sie, Inspektor, wenn Sie in unsere Schulen kommen, um über Legalität zu sprechen, über Gerechtigkeit, Achtung des Gesetzes, des zivilen Zusammenlebens, unsere Jugend wird Ihnen zuhören und Ihnen folgen, aber wenn diese Jugendlichen volljährig werden und Arbeit, ein Haus, wirtschaftliche und gesundheitliche Unterstützung suchen, wo finden sie die? Mit Dir oder mit uns? Inspektor, sie finden sie bei uns. Und nur bei uns. Sie sind Sizilianer und wissen sehr gut, dass es so ist. Warum sollte ich kooperieren? Nur damit Sie ein weiteres Dutzend Familienväter verhaften oder ein paar rostige Pistolen finden können. Was würde sich ändern, wenn ich dir sagen würde, was du von mir wissen willst?“

## Leben
Aglieri war während des Zweiten Mafiakrieges ein treuer Vasall der Corleonesi von Totò Riina und Bernardo Provenzano. Er erlangte Riinas Gunst, indem er die Verwandtschaft der Achse Bontade-Inzerillo-Badalamenti ausmerzte. Aglieri wurde das Oberhaupt des Mafiaclans Santa Maria di Gesù, nachdem Giovanni Bontade, der Bruder von Stefano Bontade, 1988 getötet wurde. Obwohl Aglieri seit den frühen 1980er Jahren kriminell aktiv war, wurde sein Name erst 1989 der Staatsanwaltschaft bekannt. Als Mitglied der Cupola wurde Aglieri in Abwesenheit wegen des Bombenanschlags auf die beiden bekannten Mafia-Ermittler, Giovanni Falcone († 23. Mai 1992) und Paolo Borsellino († 19. Juli 1992), angeklagt und zu einer lebenslangen Haftstrafe verurteilt. Die gleiche Strafhöhe erhielt er für den Mord an Richter Antonino Scopelliti am 9. August 1991 vor dem Kassationsgericht (Corte di Cassazione). Aglieri wurde des Weiteren wegen des Mordes an Salvo Lima, einem sizilianischen Politiker mit engen Verbindungen zum ehemaligen Ministerpräsidenten Giulio Andreotti, vor Gericht gestellt. Nach der Verhaftung von Riina im Januar 1993 begann Aglieri, Provenzanos neue und weniger gewalttätige Mafia-Strategie zu unterstützen. Zu den neuen Richtlinien gehörten Geduld, Unterteilung, Koexistenz mit staatlichen Institutionen und systematische Infiltration der öffentlichen Finanzen. Der diplomatische Provenzano versuchte somit, den Strom der Pentiti einzudämmen, indem er nicht mehr länger auf das Ausschalten rivalisierender Familien zielte, sondern nur im Falle der absoluten Notwendigkeit Gewalt anwendete. Am 6. Juni 1997 wurde Aglieri zusammen mit seinen Caporegime Natale Gambino und Giuseppe La Mattina in einem stillgelegten Zitronenlager im heruntergekommenen Industriegebiet von Bagheria festgenommen. Nach der Verhaftung seiner rechten Hand Carlo Greco brauchten die Behörden fast ein Jahr, um ihn ausfindig zu machen. Anscheinend half Giovanni Brusca, ein im Mai 1996 festgenommener Riina-Vasalle, der Polizei, Aglieri zu identifizieren. Aglieri befand sich seit 1989 auf der Flucht.
Am 28. März 2002 schrieb Pietro Aglieri einen Brief an den Nationalen Anti-Mafia-Staatsanwalt (PNA – Procura Nazionale Antimafia), Pierluigi Vigna, und den Generalstaatsanwalt von Palermo, Pietro Grasso, um zu verhandeln. Aglieris Vorschlag war, dass Mafiosi mildere Strafen erhalten würden (insbesondere die Aufhebung des gefürchteten Gefängnisregimes Artikel 41-bis, welches als das „härteste Gefängnisregime Italiens“ gilt), als Gegenleistung für die Anerkennung der Existenz von Cosa Nostra und der Autorität des italienischen Staates.
Aglieri wurde im Februar 2000 von Vigna angesprochen, um Mafiosi dazu zu bringen, sich von der Cosa Nostra zu „distanzieren“, ohne dabei jedoch zu Kollaborateuren der Justiz zu werden – eine Methode, die auch schon im Kampf gegen die Roten Brigaden erfolgreich eingesetzt wurde. Ex-Mitglieder der Roten Brigaden konnten somit ihre Verfehlungen öffentlich anerkennen, ohne ihre eigene strafrechtliche Verantwortung eingestehen zu müssen. Aglieri schlug ein Treffen der sizilianischen Mafia-Kommission in einem beliebigen Gefängnis in Italien vor, um Totò Riina davon zu überzeugen, der Kapitulation der Mafia zuzustimmen und die Organisation zu „entwaffnen“. Andere Capimafia wie Giuseppe „Piddu“ Madonia, Nitto Santapaola, Pippo Calò und Giuseppe Farinella schienen dem offenbar zuzustimmen. Vignas verdeckte Versuche waren umstritten und wurden von einem „Maulwurf“ in der PNA veröffentlicht. Sie waren definitiv frustriert, als die Mitte-Links-Regierung von Massimo D’Alema am 25. April 2000 zurücktrat. Justizminister Oliviero Diliberto wurde durch Piero Fassino ersetzt, welcher die Verhandlungen sofort stoppen ließ.
Auf Aglieris Brief im März 2002 folgte die Aussage von Leoluca Bagarella während eines Gerichtsauftritts im Juli 2002, in dem er kritisierte, dass zahllose Politiker keine Vereinbarungen mit der Mafia über die Haftbedingungen getroffen hätten. Dies führte zu einer Kluft innerhalb der Cosa Nostra. Aglieris Trennungsvorschlag (Atto V – „Dissoziazione“) wurde nicht angenommen. Die meisten Ermittlungsrichter lehnten den Vorschlag ab, die Cosa Nostra intakt zu lassen und die verborgene Beziehung zwischen dem Schattenstaat der Mafia und Mafia-freundlichen Behörden wiederherzustellen.